# Alpiner Skiweltcup 2003/04
Die Saison 2003/04 des von der FIS veranstalteten Alpinen Skiweltcups begann am 25. Oktober 2003 in Sölden und endete am 14. März 2004 anlässlich des Weltcup-Finales in Sestriere. Bei den Männern wurden 37 Rennen ausgetragen (12 Abfahrten, 7 Super-G, 7 Riesenslaloms, 11 Slaloms), hinzu kamen zwei Kombinationswertungen. Bei den Frauen waren es 35 Rennen (9 Abfahrten, 8 Super-G, 8 Riesenslaloms, 10 Slaloms).
Diese Saison war ein Zwischenjahr ohne Weltmeisterschaften oder Olympische Spiele.
Bei den Herren stand der Gesamtweltcup im Zeichen eines Duells zwischen dem nach fast zweijähriger Verletzungspause in den Weltcup zurückgekehrten Hermann Maier, der vor seinem schweren Motorradunfall schon dreimal den Weltcup gewonnen hatte (1998, 2000, 2001), und Stephan Eberharter, der in Maiers Abwesenheit die Gesamtwertungen 2002 und 2003 für sich entscheiden konnte. Eberharter hatte wegen einer starken Verkühlung einen schlechten Saisonstart (sodass anfangs eher Bode Miller als Hauptkonkurrent für Maier betrachtet wurde), holte aber sukzessive auf und hatte vor dem letzten angesetzten Rennen, dem Riesenslalom von Sestriere, einen Rückstand von 42 Punkten. Als dieses Rennen wegen Schlechtwetters abgesagt wurde, stand Maier als Weltcupsieger fest.

## Weltcupwertungen

### Gesamt
| Rang | Name                  | Punkte |
| ---- | --------------------- | ------ |
| 01.  | Hermann Maier         | 1265   |
| 02.  | Stephan Eberharter    | 1223   |
| 03.  | Benjamin Raich        | 1139   |
| 04.  | Bode Miller           | 1134   |
| 05.  | Daron Rahlves         | 1004   |
| 06.  | Kalle Palander        | 0944   |
| 07.  | Michael Walchhofer    | 0828   |
| 08.  | Lasse Kjus            | 0824   |
| 09.  | Hans Knauß            | 0796   |
| 10.  | Rainer Schönfelder    | 0727   |
| 11.  | Bjarne Solbakken      | 0696   |
| 12.  | Andreas Schifferer    | 0694   |
| 13.  | Didier Cuche          | 0647   |
| 14.  | Fritz Strobl          | 0625   |
| 15.  | Christoph Gruber      | 0578   |
| 16.  | Ambrosi Hoffmann      | 0498   |
| 17.  | Giorgio Rocca         | 0452   |
| 18.  | Bruno Kernen          | 0416   |
| 19.  | Aksel Lund Svindal    | 0396   |
| 20.  | Antoine Dénériaz      | 0370   |
| 21.  | Thomas Grandi         | 0366   |
| 22.  | Truls Ove Karlsen     | 0358   |
| 23.  | Mario Matt            | 0352   |
| 24.  | Patrik Järbyn         | 0350   |
| 25.  | Manfred Pranger       | 0347   |
| 26.  | Heinz Schilchegger    | 0340   |
| 27.  | Manfred Mölgg         | 0326   |
| 28.  | Hans Grugger          | 0291   |
| 29.  | Klaus Kröll           | 0290   |
| 30.  | Pierrick Bourgeat     | 0284   |
| 30.  | Silvan Zurbriggen     | 0284   |
| 32.  | Didier Défago         | 0281   |
| 33.  | Hannes Trinkl         | 0274   |
| 34.  | Ivica Kostelić        | 0271   |
| 35.  | Massimiliano Blardone | 0266   |
| 36.  | Alessandro Fattori    | 0252   |
| 37.  | Davide Simoncelli     | 0238   |
| 38.  | Akira Sasaki          | 0216   |
| 38.  | Tom Stiansen          | 0216   |
| 40.  | Peter Fill            | 0210   |
| 41.  | Johan Brolenius       | 0201   |
| 42.  | Tobias Grünenfelder   | 0196   |
| 43.  | Frédéric Covili       | 0190   |
| 44.  | Joël Chenal           | 0187   |
| 45.  | Arnold Rieder         | 0183   |
| 46.  | Marco Büchel          | 0175   |
| 46.  | Stephan Görgl         | 0175   |
| 48.  | Kilian Albrecht       | 0172   |
| 49.  | Kristian Ghedina      | 0169   |
| 49.  | Edoardo Zardini       | 0169   |

| Rang | Name                     | Punkte |
| ---- | ------------------------ | ------ |
| 51.  | Paul Accola              | 164    |
| 52.  | Alberto Schieppati       | 149    |
| 53.  | Markus Larsson           | 141    |
| 54.  | Drago Grubelnik          | 136    |
| 55.  | Erik Guay                | 135    |
| 55.  | Fredrik Nyberg           | 135    |
| 57.  | Alois Vogl               | 127    |
| 58.  | Pierre-Emmanuel Dalcin   | 122    |
| 59.  | Giancarlo Bergamelli     | 119    |
| 60.  | Tom Rothrock             | 115    |
| 61.  | Kurt Engl                | 113    |
| 62.  | Felix Neureuther         | 111    |
| 63.  | Jean-Pierre Vidal        | 110    |
| 64.  | Martin Marinac           | 108    |
| 65.  | Mitja Dragšič            | 101    |
| 66.  | Roland Fischnaller       | 100    |
| 67.  | Christian Mayer          | 098    |
| 68.  | Bryon Friedman           | 089    |
| 69.  | Norbert Holzknecht       | 087    |
| 70.  | Kurt Sulzenbacher        | 085    |
| 71.  | Alexander Ploner         | 082    |
| 72.  | Alain Baxter             | 081    |
| 73.  | Dane Spencer             | 077    |
| 74.  | Mitja Valenčič           | 075    |
| 75.  | Franco Cavegn            | 074    |
| 76.  | Sami Uotila              | 071    |
| 77.  | Nicolas Burtin           | 070    |
| 77.  | Andrej Šporn             | 070    |
| 79.  | Yannick Bertrand         | 069    |
| 80.  | Chip Knight              | 068    |
| 81.  | Sébastien Amiez          | 065    |
| 82.  | Michael Gufler           | 064    |
| 83.  | Jure Košir               | 061    |
| 84.  | Andreas Nilsen           | 057    |
| 85.  | Josef Strobl             | 056    |
| 86.  | Vincent Lavoie           | 055    |
| 87.  | Julien Cousineau         | 047    |
| 88.  | Freddy Rech              | 045    |
| 89.  | Jukka Leino              | 044    |
| 89.  | André Myhrer             | 044    |
| 91.  | Sébastien Fournier-Bidoz | 043    |
| 91.  | Martin Hansson           | 043    |
| 93.  | Ondřej Bank              | 042    |
| 94.  | Jakub Fiala              | 040    |
| 95.  | Hannes Paul Schmid       | 039    |
| 96.  | Urs Imboden              | 034    |
| 96.  | Rolf von Weissenfluh     | 034    |

| Rang | Name                    | Punkte |
| ---- | ----------------------- | ------ |
| 098. | Alan Perathoner         | 32     |
| 099. | Mitja Kunc              | 31     |
| 099. | Peter Rzehak            | 31     |
| 101. | Raphaël Burtin          | 29     |
| 101. | Max Rauffer             | 29     |
| 103. | Jean-Philippe Roy       | 26     |
| 103. | Pawel Schestakow        | 26     |
| 105. | Florian Eckert          | 24     |
| 105. | Patrick Staudacher      | 24     |
| 105. | Patrick Thaler          | 24     |
| 108. | Rene Mlekuž             | 22     |
| 109. | Marco Casanova          | 21     |
| 110. | Ole Magnus Kulbeck      | 19     |
| 111. | Gauthier de Tessières   | 18     |
| 111. | Andreas Ertl            | 18     |
| 111. | Werner Franz            | 18     |
| 114. | Jeff Piccard            | 17     |
| 114. | Stefan Stankalla        | 17     |
| 116. | Aleš Gorza              | 16     |
| 116. | Jan Hudec               | 16     |
| 116. | Gregor Šparovec         | 16     |
| 119. | Markus Ganahl           | 15     |
| 120. | Luca Cattaneo           | 14     |
| 121. | Cristian Deville        | 13     |
| 121. | Richard Gravier         | 13     |
| 123. | Alex Antor              | 12     |
| 124. | Konrad Hari             | 11     |
| 124. | Andrej Jerman           | 11     |
| 124. | Erik Seletto            | 11     |
| 124. | Stéphane Tissot         | 11     |
| 128. | AJ Bear                 | 10     |
| 128. | Marc Bottollier-Lasquin | 10     |
| 128. | Mirko Deflorian         | 10     |
| 131. | Jukka Rajala            | 09     |
| 132. | François Bourque        | 08     |
| 132. | Jouni Kaitala           | 08     |
| 132. | Ted Ligety              | 08     |
| 135. | Noel Baxter             | 05     |
| 135. | Scott Macartney         | 05     |
| 135. | Bernard Vajdič          | 05     |
| 138. | David Anderson          | 04     |
| 138. | Hannes Reichelt         | 04     |
| 140. | Johan Clarey            | 02     |
| 140. | Kjetil Jansrud          | 02     |
| 140. | David Poisson           | 02     |
| 143. | Claude Crétier          | 01     |
| 143. | Kenneth Sivertsen       | 01     |

| Rang | Name                  | Punkte |
| ---- | --------------------- | ------ |
| 01.  | Anja Pärson           | 1561   |
| 02.  | Renate Götschl        | 1344   |
| 03.  | Maria Riesch          | 0977   |
| 04.  | Hilde Gerg            | 0962   |
| 05.  | Carole Montillet      | 0957   |
| 06.  | Michaela Dorfmeister  | 0943   |
| 07.  | Martina Ertl          | 0770   |
| 08.  | Alexandra Meissnitzer | 0734   |
| 09.  | Tanja Poutiainen      | 0669   |
| 10.  | Elisabeth Görgl       | 0654   |
| 11.  | Nadia Styger          | 0606   |
| 12.  | Nicole Hosp           | 0566   |
| 13.  | Kirsten Lee Clark     | 0456   |
| 14.  | Marlies Schild        | 0455   |
| 15.  | Isolde Kostner        | 0449   |
| 16.  | Monika Bergmann       | 0437   |
| 17.  | Sarah Schleper        | 0416   |
| 18.  | Fränzi Aufdenblatten  | 0396   |
| 19.  | Brigitte Obermoser    | 0382   |
| 20.  | Anna Ottosson         | 0381   |
| 21.  | Kristina Koznick      | 0352   |
| 22.  | Mélanie Suchet        | 0345   |
| 23.  | Denise Karbon         | 0343   |
| 24.  | María José Rienda     | 0339   |
| 25.  | Sylviane Berthod      | 0317   |
| 26.  | Silvia Berger         | 0316   |
| 27.  | Emily Brydon          | 0292   |
| 27.  | Caroline Lalive       | 0292   |
| 29.  | Sonja Nef             | 0283   |
| 30.  | Daniela Ceccarelli    | 0265   |
| 30.  | Lindsey Kildow        | 0265   |
| 32.  | Šárka Záhrobská       | 0246   |
| 33.  | Tina Maze             | 0244   |
| 34.  | Geneviève Simard      | 0243   |
| 35.  | Ingrid Jacquemod      | 0238   |
| 36.  | Andrine Flemmen       | 0224   |
| 37.  | Sabine Egger          | 0202   |
| 37.  | Laure Pequegnot       | 0202   |
| 39.  | Katja Wirth           | 0200   |
| 40.  | Petra Haltmayr        | 0197   |

| Rang | Name                    | Punkte |
| ---- | ----------------------- | ------ |
| 41.  | Trine Bakke             | 196    |
| 42.  | Veronika Velez-Zuzulová | 192    |
| 43.  | Line Viken              | 179    |
| 44.  | Marlies Oester          | 176    |
| 45.  | Annemarie Gerg          | 172    |
| 46.  | Allison Forsyth         | 167    |
| 47.  | Catherine Borghi        | 163    |
| 48.  | Therese Borssén         | 159    |
| 49.  | Isabelle Huber          | 153    |
| 50.  | Lucia Recchia           | 145    |
| 51.  | Chemmy Alcott           | 139    |
| 51.  | Nicole Gius             | 139    |
| 53.  | Barbara Kleon           | 129    |
| 54.  | Resi Stiegler           | 126    |
| 55.  | Julia Mancuso           | 125    |
| 56.  | Christel Pascal         | 123    |
| 57.  | Martina Lechner         | 120    |
| 58.  | Nika Fleiss             | 116    |
| 59.  | Libby Ludlow            | 113    |
| 59.  | Manuela Mölgg           | 113    |
| 61.  | Annalisa Ceresa         | 108    |
| 62.  | Bryna McCarty           | 104    |
| 63.  | Michaela Kirchgasser    | 100    |
| 64.  | Jonna Mendes            | 098    |
| 65.  | Martina Schild          | 097    |
| 66.  | Tanja Schneider         | 094    |
| 67.  | Magda Mattel            | 077    |
| 68.  | Kathrin Wilhelm         | 075    |
| 69.  | Ingrid Rumpfhuber       | 073    |
| 70.  | Karen Putzer            | 072    |
| 71.  | Silke Bachmann          | 061    |
| 72.  | Regina Häusl            | 059    |
| 73.  | Christine Sponring      | 058    |
| 74.  | Corina Grünenfelder     | 057    |
| 75.  | Karin Truppe            | 055    |
| 76.  | Karina Birkelund        | 052    |
| 77.  | Janette Hargin          | 051    |
| 78.  | Ana Jelušić             | 046    |
| 79.  | Britt Janyk             | 045    |
| 79.  | Anne-Marie LeFrançois   | 045    |

| Rang | Name                  | Punkte |
| ---- | --------------------- | ------ |
| 081. | Lisa Bremseth         | 42     |
| 081. | Susanne Ekman         | 42     |
| 083. | Anne-Laure Givelet    | 41     |
| 084. | Sophie Splawinski     | 40     |
| 085. | Henna Raita           | 37     |
| 085. | Vanessa Vidal         | 37     |
| 087. | Audrey Peltier        | 34     |
| 087. | Kelly VanderBeek      | 34     |
| 089. | Ella Alpiger          | 33     |
| 090. | Petra Zakouřilová     | 31     |
| 091. | Daniela Merighetti    | 30     |
| 092. | Noriyo Hiroi          | 29     |
| 092. | Lilian Kummer         | 29     |
| 094. | Mojca Suhadolc        | 28     |
| 095. | Tanja Pieren          | 27     |
| 096. | Alexandra Coletti     | 26     |
| 097. | Gail Kelly            | 23     |
| 098. | Karine Meilleur       | 21     |
| 098. | Jessica Walter        | 21     |
| 100. | Magdalena Planatscher | 19     |
| 101. | Emmanuelle Colomban   | 18     |
| 101. | Stina Hofgård Nilsen  | 18     |
| 101. | Wendy Siorpaes        | 18     |
| 104. | Selina Heregger       | 16     |
| 104. | Maria Pietilä Holmner | 16     |
| 106. | Julie Duvillard       | 13     |
| 107. | Florine de Leymarie   | 11     |
| 108. | Carina Raich          | 09     |
| 109. | Kumiko Kashiwagi      | 07     |
| 110. | Brigitte Acton        | 06     |
| 110. | Alison Powers         | 06     |
| 112. | Nadia Fanchini        | 05     |
| 112. | Laurence Lazier       | 05     |
| 114. | Nike Bent             | 04     |
| 114. | Jessica Kelley        | 04     |
| 114. | Claudia Morandini     | 04     |
| 114. | Emma Pezzedi          | 04     |
| 118. | Ellen Hild            | 03     |
| 118. | Karen Persyn          | 03     |

### Abfahrt
| Rang | Athlet             | Punkte |
| ---- | ------------------ | ------ |
| 1    | Stephan Eberharter | 831    |
| 2    | Daron Rahlves      | 627    |
| 3    | Hermann Maier      | 537    |
| 4    | Fritz Strobl       | 512    |
| 5    | Michael Walchhofer | 503    |
| 6    | Hans Knauß         | 421    |
| 7    | Antoine Dénériaz   | 367    |
| 8    | Ambrosi Hoffmann   | 317    |
| 9    | Didier Cuche       | 316    |
| 9    | Lasse Kjus         | 316    |
| 11   | Andreas Schifferer | 296    |
| 12   | Klaus Kröll        | 290    |
| 13   | Bjarne Solbakken   | 268    |
| 14   | Hans Grugger       | 266    |
| 15   | Bruno Kernen       | 241    |
| 16   | Alessandro Fattori | 211    |
| 17   | Christoph Gruber   | 200    |
| 17   | Hannes Trinkl      | 200    |
| 19   | Patrik Järbyn      | 170    |
| 20   | Kristian Ghedina   | 169    |
| 21   | Didier Défago      | 147    |
| 22   | Roland Fischnaller | 97     |
| 23   | Bode Miller        | 96     |
| 24   | Paul Accola        | 86     |
| 25   | Marco Büchel       | 83     |

| Rang | Athletin              | Punkte |
| ---- | --------------------- | ------ |
| 1    | Renate Götschl        | 680    |
| 2    | Hilde Gerg            | 546    |
| 3    | Carole Montillet      | 492    |
| 4    | Isolde Kostner        | 348    |
| 5    | Michaela Dorfmeister  | 334    |
| 6    | Sylviane Berthod      | 300    |
| 7    | Maria Riesch          | 283    |
| 8    | Nadia Styger          | 252    |
| 9    | Kirsten Lee Clark     | 228    |
| 10   | Alexandra Meissnitzer | 225    |
| 11   | Fränzi Aufdenblatten  | 200    |
| 12   | Emily Brydon          | 192    |
| 13   | Daniela Ceccarelli    | 175    |
| 14   | Lindsey Kildow        | 158    |
| 15   | Brigitte Obermoser    | 150    |
| 16   | Catherine Borghi      | 141    |
| 17   | Mélanie Suchet        | 138    |
| 18   | Isabelle Huber        | 126    |
| 19   | Ingrid Jacquemod      | 122    |
| 20   | Caroline Lalive       | 107    |
| 21   | Bryna McCarty         | 104    |
| 22   | Petra Haltmayr        | 99     |
| 23   | Jonna Mendes          | 92     |
| 24   | Martina Schild        | 77     |
| 25   | Martina Ertl          | 74     |

### Super-G
| Rang | Athlet                 | Punkte |
| ---- | ---------------------- | ------ |
| 1    | Hermann Maier          | 580    |
| 2    | Daron Rahlves          | 340    |
| 3    | Stephan Eberharter     | 312    |
| 4    | Bjarne Solbakken       | 298    |
| 5    | Michael Walchhofer     | 243    |
| 6    | Hans Knauß             | 237    |
| 7    | Lasse Kjus             | 230    |
| 8    | Benjamin Raich         | 215    |
| 9    | Andreas Schifferer     | 212    |
| 10   | Didier Cuche           | 211    |
| 11   | Christoph Gruber       | 173    |
| 12   | Patrik Järbyn          | 151    |
| 13   | Bruno Kernen           | 149    |
| 14   | Tobias Grünenfelder    | 140    |
| 15   | Aksel Lund Svindal     | 138    |
| 16   | Peter Fill             | 123    |
| 17   | Ambrosi Hoffmann       | 119    |
| 18   | Fritz Strobl           | 113    |
| 19   | Pierre-Emmanuel Dalcin | 99     |
| 20   | Stephan Görgl          | 95     |
| 21   | Marco Büchel           | 82     |
| 22   | Paul Accola            | 78     |
| 23   | Hannes Trinkl          | 74     |
| 24   | Erik Guay              | 54     |
| 25   | Bode Miller            | 52     |

| Rang | Athletin              | Punkte |
| ---- | --------------------- | ------ |
| 1    | Renate Götschl        | 467    |
| 2    | Carole Montillet      | 402    |
| 3    | Michaela Dorfmeister  | 391    |
| 4    | Hilde Gerg            | 390    |
| 5    | Maria Riesch          | 338    |
| 6    | Nadia Styger          | 292    |
| 7    | Alexandra Meissnitzer | 267    |
| 8    | Silvia Berger         | 219    |
| 9    | Mélanie Suchet        | 207    |
| 10   | Brigitte Obermoser    | 195    |
| 11   | Caroline Lalive       | 178    |
| 12   | Geneviève Simard      | 177    |
| 13   | Martina Ertl          | 169    |
| 14   | Katja Wirth           | 157    |
| 15   | Anja Pärson           | 144    |
| 16   | Kirsten Lee Clark     | 141    |
| 17   | Lucia Recchia         | 127    |
| 18   | Martina Lechner       | 120    |
| 19   | Ingrid Jacquemod      | 116    |
| 20   | Emily Brydon          | 100    |
| 21   | Petra Haltmayr        | 98     |
| 22   | Daniela Ceccarelli    | 90     |
| 23   | Isolde Kostner        | 89     |
| 24   | Fränzi Aufdenblatten  | 76     |
| 25   | Libby Ludlow          | 74     |

### Riesenslalom
| Rang | Athlet                | Punkte |
| ---- | --------------------- | ------ |
| 1    | Bode Miller           | 410    |
| 2    | Kalle Palander        | 349    |
| 3    | Massimiliano Blardone | 266    |
| 4    | Benjamin Raich        | 255    |
| 5    | Davide Simoncelli     | 238    |
| 6    | Heinz Schilchegger    | 210    |
| 7    | Frédéric Covili       | 190    |
| 8    | Joël Chenal           | 187    |
| 9    | Andreas Schifferer    | 186    |
| 10   | Christoph Gruber      | 181    |
| 11   | Arnold Rieder         | 154    |
| 12   | Alberto Schieppati    | 149    |
| 13   | Thomas Grandi         | 145    |
| 14   | Lasse Kjus            | 141    |
| 15   | Hans Knauß            | 138    |
| 16   | Fredrik Nyberg        | 132    |
| 17   | Hermann Maier         | 110    |
| 17   | Bjarne Solbakken      | 110    |
| 19   | Aksel Lund Svindal    | 103    |
| 20   | Christian Mayer       | 98     |
| 21   | Rainer Schönfelder    | 97     |
| 22   | Truls Ove Karlsen     | 96     |
| 23   | Manfred Mölgg         | 90     |
| 24   | Didier Cuche          | 82     |
| 24   | Alexander Ploner      | 82     |

| Rang | Athletin              | Punkte |
| ---- | --------------------- | ------ |
| 1    | Anja Pärson           | 630    |
| 2    | Denise Karbon         | 343    |
| 3    | María José Rienda     | 339    |
| 4    | Elisabeth Görgl       | 293    |
| 5    | Tanja Poutiainen      | 279    |
| 6    | Nicole Hosp           | 260    |
| 7    | Alexandra Meissnitzer | 242    |
| 8    | Tina Maze             | 234    |
| 9    | Martina Ertl          | 230    |
| 10   | Michaela Dorfmeister  | 218    |
| 11   | Anna Ottosson         | 211    |
| 12   | Sarah Schleper        | 201    |
| 13   | Renate Götschl        | 190    |
| 14   | Andrine Flemmen       | 169    |
| 15   | Allison Forsyth       | 167    |
| 16   | Fränzi Aufdenblatten  | 120    |
| 16   | Sonja Nef             | 120    |
| 18   | Maria Riesch          | 111    |
| 19   | Silvia Berger         | 97     |
| 20   | Kirsten Lee Clark     | 87     |
| 20   | Marlies Oester        | 87     |
| 22   | Manuela Mölgg         | 83     |
| 23   | Nicole Gius           | 82     |
| 24   | Karen Putzer          | 72     |
| 25   | Carole Montillet      | 63     |

### Slalom
| Rang | Athlet               | Punkte |
| ---- | -------------------- | ------ |
| 1    | Rainer Schönfelder   | 630    |
| 2    | Kalle Palander       | 595    |
| 3    | Benjamin Raich       | 468    |
| 4    | Giorgio Rocca        | 429    |
| 5    | Bode Miller          | 376    |
| 6    | Mario Matt           | 352    |
| 7    | Manfred Pranger      | 347    |
| 8    | Truls Ove Karlsen    | 262    |
| 9    | Manfred Mölgg        | 236    |
| 10   | Thomas Grandi        | 221    |
| 11   | Akira Sasaki         | 216    |
| 11   | Tom Stiansen         | 216    |
| 13   | Silvan Zurbriggen    | 210    |
| 14   | Ivica Kostelić       | 195    |
| 15   | Pierrick Bourgeat    | 194    |
| 16   | Johan Brolenius      | 175    |
| 17   | Kilian Albrecht      | 172    |
| 18   | Edoardo Zardini      | 169    |
| 19   | Drago Grubelnik      | 136    |
| 20   | Heinz Schilchegger   | 130    |
| 21   | Alois Vogl           | 127    |
| 22   | Giancarlo Bergamelli | 119    |
| 23   | Tom Rothrock         | 115    |
| 24   | Kurt Engl            | 113    |
| 25   | Felix Neureuther     | 111    |

| Rang | Athletin             | Punkte |
| ---- | -------------------- | ------ |
| 1    | Anja Pärson          | 770    |
| 2    | Marlies Schild       | 447    |
| 3    | Monika Bergmann      | 437    |
| 4    | Tanja Poutiainen     | 390    |
| 5    | Elisabeth Görgl      | 339    |
| 6    | Nicole Hosp          | 306    |
| 7    | Martina Ertl         | 299    |
| 8    | Kristina Koznick     | 297    |
| 9    | Maria Riesch         | 245    |
| 10   | Šárka Záhrobská      | 244    |
| 11   | Sarah Schleper       | 215    |
| 12   | Sabine Egger         | 202    |
| 12   | Laure Pequegnot      | 202    |
| 14   | Trine Bakke          | 196    |
| 15   | Veronika Zuzulová    | 192    |
| 16   | Line Viken           | 179    |
| 17   | Anna Ottosson        | 170    |
| 18   | Annemarie Gerg       | 167    |
| 19   | Sonja Nef            | 163    |
| 20   | Therese Borssén      | 155    |
| 21   | Resi Stiegler        | 126    |
| 22   | Nika Fleiss          | 116    |
| 23   | Annalisa Ceresa      | 108    |
| 24   | Christel Pascal      | 100    |
| 25   | Michaela Kirchgasser | 91     |

### Kombination
| Rang | Athlet             | Punkte |
| ---- | ------------------ | ------ |
| 1    | Bode Miller        | 200    |
| 2    | Benjamin Raich     | 160    |
| 3    | Lasse Kjus         | 120    |
| 4    | Pierrick Bourgeat  | 90     |
| 5    | Michael Walchhofer | 82     |
| 6    | Aksel Lund Svindal | 77     |
| 7    | Silvan Zurbriggen  | 74     |
| 8    | Ondřej Bank        | 42     |
| 9    | Andrej Šporn       | 40     |
| 10   | Didier Cuche       | 38     |
| 10   | Ambrosi Hoffmann   | 38     |
| 10   | Hermann Maier      | 38     |

## Podestplatzierungen Herren

### Abfahrt
| Datum      | Ort                          | 1. Platz                                                                    | 2. Platz                                                                    | 3. Platz                                                                    |
| ---------- | ---------------------------- | --------------------------------------------------------------------------- | --------------------------------------------------------------------------- | --------------------------------------------------------------------------- |
| 29.11.2003 | Lake Louise (CAN)            | Michael Walchhofer                                                          | Erik Guay                                                                   | Antoine Dénériaz                                                            |
| 05.12.2003 | Beaver Creek (USA)           | Daron Rahlves                                                               | Stephan Eberharter Bjarne Solbakken                                         |                                                                             |
| 06.12.2003 | Beaver Creek (USA)           | Hermann Maier                                                               | Hans Knauß                                                                  | Andreas Schifferer                                                          |
| 13.12.2003 | Val-d’Isère (FRA)            | Rennen abgesagt. Ersatzrennen am 5. Dezember 2003 in Beaver Creek.          | Rennen abgesagt. Ersatzrennen am 5. Dezember 2003 in Beaver Creek.          | Rennen abgesagt. Ersatzrennen am 5. Dezember 2003 in Beaver Creek.          |
| 20.12.2003 | Gröden (ITA)                 | Antoine Dénériaz                                                            | Michael Walchhofer                                                          | Hans Knauß                                                                  |
| 29.12.2003 | Bormio (ITA)                 | Rennen abgesagt. Ersatzrennen am 22. Jänner 2004 in Kitzbühel.              | Rennen abgesagt. Ersatzrennen am 22. Jänner 2004 in Kitzbühel.              | Rennen abgesagt. Ersatzrennen am 22. Jänner 2004 in Kitzbühel.              |
| 10.01.2004 | Chamonix (FRA)               | Stephan Eberharter                                                          | Lasse Kjus                                                                  | Michael Walchhofer                                                          |
| 17.01.2004 | Wengen (SUI)                 | Rennen abgesagt. Ersatzrennen am 30. Jänner 2004 in Garmisch-Partenkirchen. | Rennen abgesagt. Ersatzrennen am 30. Jänner 2004 in Garmisch-Partenkirchen. | Rennen abgesagt. Ersatzrennen am 30. Jänner 2004 in Garmisch-Partenkirchen. |
| 22.01.2004 | Kitzbühel (AUT)              | Lasse Kjus                                                                  | Stephan Eberharter                                                          | Daron Rahlves                                                               |
| 24.01.2004 | Kitzbühel (AUT)              | Stephan Eberharter                                                          | Daron Rahlves                                                               | Ambrosi Hoffmann                                                            |
| 30.01.2004 | Garmisch-Partenkirchen (GER) | Didier Cuche                                                                | Daron Rahlves                                                               | Stephan Eberharter                                                          |
| 31.01.2004 | Garmisch-Partenkirchen (GER) | Stephan Eberharter                                                          | Fritz Strobl                                                                | Alessandro Fattori                                                          |
| 14.02.2004 | St. Anton am Arlberg (AUT)   | Hermann Maier                                                               | Stephan Eberharter                                                          | Hans Grugger                                                                |
| 06.03.2004 | Kvitfjell (NOR)              | Stephan Eberharter                                                          | Fritz Strobl                                                                | Antoine Dénériaz                                                            |
| 10.03.2004 | Sestriere (ITA)              | Daron Rahlves                                                               | Fritz Strobl                                                                | Stephan Eberharter                                                          |

### Super-G
| Datum      | Ort                          | 1. Platz         | 2. Platz               | 3. Platz            |
| ---------- | ---------------------------- | ---------------- | ---------------------- | ------------------- |
| 30.11.2003 | Lake Louise (CAN)            | Hermann Maier    | Michael Walchhofer     | Stephan Eberharter  |
| 07.12.2003 | Beaver Creek (USA)           | Bjarne Solbakken | Hermann Maier          | Hans Knauß          |
| 19.12.2003 | Gröden (ITA)                 | Lasse Kjus       | Stephan Eberharter     | Hermann Maier       |
| 23.01.2004 | Kitzbühel (AUT)              | Daron Rahlves    | Hermann Maier          | Michael Walchhofer  |
| 01.02.2004 | Garmisch-Partenkirchen (GER) | Hermann Maier    | Pierre-Emmanuel Dalcin | Tobias Grünenfelder |
| 07.03.2004 | Kvitfjell (NOR)              | Daron Rahlves    | Bjarne Solbakken       | Hermann Maier       |
| 11.03.2004 | Sestriere (ITA)              | Hermann Maier    | Stephan Eberharter     | Christoph Gruber    |

### Riesenslalom
| Datum      | Ort                 | 1. Platz                                                          | 2. Platz                                                          | 3. Platz                                                          |
| ---------- | ------------------- | ----------------------------------------------------------------- | ----------------------------------------------------------------- | ----------------------------------------------------------------- |
| 26.10.2003 | Sölden (AUT)        | Bode Miller                                                       | Frédéric Covili                                                   | Joël Chenal                                                       |
| 22.11.2003 | Park City (USA)     | Bode Miller                                                       | Andreas Schifferer                                                | Hans Knauß                                                        |
| 14.12.2003 | Val-d’Isère (FRA)   | Rennen abgesagt. Ersatzrennen am 14. Dezember 2003 in Alta Badia. | Rennen abgesagt. Ersatzrennen am 14. Dezember 2003 in Alta Badia. | Rennen abgesagt. Ersatzrennen am 14. Dezember 2003 in Alta Badia. |
| 14.12.2003 | Alta Badia (ITA)    | Kalle Palander                                                    | Davide Simoncelli                                                 | Frédéric Covili                                                   |
| 21.12.2003 | Alta Badia (ITA)    | Davide Simoncelli                                                 | Kalle Palander                                                    | Bode Miller                                                       |
| 03.01.2004 | Flachau (AUT)       | Benjamin Raich                                                    | Massimiliano Blardone                                             | Bjarne Solbakken                                                  |
| 07.02.2004 | Adelboden (SUI)     | Kalle Palander                                                    | Massimiliano Blardone                                             | Christoph Gruber Heinz Schilchegger                               |
| 28.02.2004 | Kranjska Gora (SLO) | Bode Miller                                                       | Alberto Schieppati                                                | Fredrik Nyberg Alexander Ploner                                   |
| 13.03.2004 | Sestriere (ITA)     | Rennen abgesagt und ersatzlos gestrichen.                         | Rennen abgesagt und ersatzlos gestrichen.                         | Rennen abgesagt und ersatzlos gestrichen.                         |

### Slalom
| Datum      | Ort                        | 1. Platz           | 2. Platz           | 3. Platz           |
| ---------- | -------------------------- | ------------------ | ------------------ | ------------------ |
| 23.11.2003 | Park City (USA)            | Kalle Palander     | Rainer Schönfelder | Manfred Pranger    |
| 15.12.2003 | Madonna di Campiglio (ITA) | Ivica Kostelić     | Giorgio Rocca      | Manfred Pranger    |
| 04.01.2004 | Flachau (AUT)              | Kalle Palander     | Manfred Pranger    | Giorgio Rocca      |
| 11.01.2004 | Chamonix (FRA)             | Giorgio Rocca      | Pierrick Bourgeat  | Bode Miller        |
| 18.01.2004 | Wengen (SUI)               | Benjamin Raich     | Rainer Schönfelder | Ivica Kostelić     |
| 25.01.2004 | Kitzbühel (AUT)            | Kalle Palander     | Thomas Grandi      | Rainer Schönfelder |
| 27.01.2004 | Schladming (AUT)           | Benjamin Raich     | Manfred Mölgg      | Kalle Palander     |
| 08.02.2004 | Adelboden (SUI)            | Rainer Schönfelder | Bode Miller        | Benjamin Raich     |
| 15.02.2004 | St. Anton am Arlberg (AUT) | Bode Miller        | Kalle Palander     | Mario Matt         |
| 29.02.2004 | Kranjska Gora (SLO)        | Truls Ove Karlsen  | Tom Stiansen       | Mario Matt         |
| 14.03.2004 | Sestriere (ITA)            | Kalle Palander     | Rainer Schönfelder | Manfred Pranger    |

### Kombination
| Datum          | Ort             | 1. Platz                                               | 2. Platz                                               | 3. Platz                                               |
| -------------- | --------------- | ------------------------------------------------------ | ------------------------------------------------------ | ------------------------------------------------------ |
| 10./11.01.2004 | Chamonix (FRA)  | Bode Miller                                            | Benjamin Raich                                         | Lasse Kjus                                             |
| 17./18.01.2004 | Wengen (SUI)    | Keine Wertung aufgrund der Absage des Abfahrtsrennens. | Keine Wertung aufgrund der Absage des Abfahrtsrennens. | Keine Wertung aufgrund der Absage des Abfahrtsrennens. |
| 24./25.01.2004 | Kitzbühel (AUT) | Bode Miller                                            | Benjamin Raich                                         | Lasse Kjus                                             |

## Podestplatzierungen Damen

### Abfahrt
| Datum      | Ort                     | 1. Platz         | 2. Platz                        | 3. Platz             |
| ---------- | ----------------------- | ---------------- | ------------------------------- | -------------------- |
| 05.12.2003 | Lake Louise (CAN)       | Carole Montillet | Hilde Gerg                      | Kirsten Lee Clark    |
| 06.12.2003 | Lake Louise (CAN)       | Carole Montillet | Michaela Dorfmeister            | Renate Götschl       |
| 20.12.2003 | St. Moritz (SUI)        | Renate Götschl   | Hilde Gerg                      | Maria Riesch         |
| 10.01.2004 | Veysonnaz (SUI)         | Renate Götschl   | Michaela Dorfmeister Hilde Gerg |                      |
| 17.01.2004 | Cortina d’Ampezzo (ITA) | Hilde Gerg       | Renate Götschl                  | Carole Montillet     |
| 18.01.2004 | Cortina d’Ampezzo (ITA) | Carole Montillet | Renate Götschl                  | Lindsey Kildow       |
| 30.01.2004 | Haus im Ennstal (AUT)   | Maria Riesch     | Isolde Kostner                  | Renate Götschl       |
| 31.01.2004 | Haus im Ennstal (AUT)   | Isolde Kostner   | Renate Götschl                  | Fränzi Aufdenblatten |
| 10.03.2004 | Sestriere (ITA)         | Renate Götschl   | Sylviane Berthod                | Isolde Kostner       |

### Super-G
| Datum      | Ort                     | 1. Platz                      | 2. Platz             | 3. Platz             |
| ---------- | ----------------------- | ----------------------------- | -------------------- | -------------------- |
| 07.12.2003 | Lake Louise (CAN)       | Renate Götschl                | Michaela Dorfmeister | Hilde Gerg           |
| 04.01.2004 | Megève (FRA)            | Alexandra Meissnitzer         | Renate Götschl       | Michaela Dorfmeister |
| 11.01.2004 | Veysonnaz (SUI)         | Hilde Gerg                    | Michaela Dorfmeister | Silvia Berger        |
| 14.01.2004 | Cortina d’Ampezzo (ITA) | Geneviève Simard              | Maria Riesch         | Hilde Gerg           |
| 16.01.2004 | Cortina d’Ampezzo (ITA) | Renate Götschl                | Martina Ertl         | Hilde Gerg           |
| 01.02.2004 | Haus im Ennstal (AUT)   | Carole Montillet Maria Riesch |                      | Michaela Dorfmeister |
| 21.02.2004 | Åre (SWE)               | Renate Götschl                | Carole Montillet     | Brigitte Obermoser   |
| 11.03.2004 | Sestriere (ITA)         | Nadia Styger                  | Maria Riesch         | Michaela Dorfmeister |

### Riesenslalom
| Datum      | Ort              | 1. Platz      | 2. Platz             | 3. Platz              |
| ---------- | ---------------- | ------------- | -------------------- | --------------------- |
| 25.10.2003 | Sölden (AUT)     | Martina Ertl  | Anja Pärson          | María José Rienda     |
| 28.11.2003 | Park City (USA)  | Anja Pärson   | Nicole Hosp          | Denise Karbon         |
| 13.12.2003 | Alta Badia (ITA) | Denise Karbon | Nicole Hosp          | Elisabeth Görgl       |
| 27.12.2003 | Lienz (AUT)      | Nicole Hosp   | Renate Götschl       | Kirsten Lee Clark     |
| 24.01.2004 | Maribor (SLO)    | Anja Pärson   | Michaela Dorfmeister | María José Rienda     |
| 07.02.2004 | Zwiesel (GER)    | Anja Pärson   | Tina Maze            | Renate Götschl        |
| 22.02.2004 | Åre (SWE)        | Anja Pärson   | María José Rienda    | Elisabeth Görgl       |
| 14.03.2004 | Sestriere (ITA)  | Anja Pärson   | Denise Karbon        | Alexandra Meissnitzer |

### Slalom
| Datum      | Ort                        | 1. Platz         | 2. Platz        | 3. Platz                     |
| ---------- | -------------------------- | ---------------- | --------------- | ---------------------------- |
| 29.11.2003 | Park City (USA)            | Anja Pärson      | Sonja Nef       | Marlies Schild               |
| 16.12.2003 | Madonna di Campiglio (ITA) | Anja Pärson      | Laure Pequegnot | Nicole Hosp                  |
| 17.12.2003 | Madonna di Campiglio (ITA) | Nicole Hosp      | Anja Pärson     | Marlies Schild               |
| 28.12.2003 | Lienz (AUT)                | Anja Pärson      | Nicole Hosp     | Monika Bergmann              |
| 05.01.2004 | Megève (FRA)               | Anja Pärson      | Marlies Schild  | Monika Bergmann Martina Ertl |
| 25.01.2004 | Maribor (SLO)              | Anja Pärson      | Marlies Schild  | Nicole Hosp                  |
| 08.02.2004 | Zwiesel (GER)              | Anja Pärson      | Monika Bergmann | Veronika Zuzulová            |
| 28.02.2004 | Levi (FIN)                 | Tanja Poutiainen | Elisabeth Görgl | Maria Riesch                 |
| 29.02.2004 | Levi (FIN)                 | Maria Riesch     | Elisabeth Görgl | Martina Ertl                 |
| 13.03.2004 | Sestriere (ITA)            | Marlies Schild   | Sarah Schleper  | Tanja Poutiainen             |

## Nationencup
| Rang | Land                   | Punkte |
| ---- | ---------------------- | ------ |
| 1    | Österreich             | 16799  |
| 2    | Italien                | 4925   |
| 3    | Schweiz                | 4810   |
| 4    | Vereinigte Staaten     | 4481   |
| 5    | Deutschland            | 4056   |
| 6    | Frankreich             | 3780   |
| 7    | Norwegen               | 3280   |
| 8    | Schweden               | 3128   |
| 9    | Finnland               | 1782   |
| 10   | Kanada                 | 1552   |
| 11   | Slowenien              | 872    |
| 12   | Kroatien               | 433    |
| 13   | Spanien                | 339    |
| 14   | Tschechien             | 319    |
| 15   | Japan                  | 252    |
| 16   | Vereinigtes Königreich | 225    |
| 17   | Liechtenstein          | 211    |
| 18   | Slowakei               | 192    |
| 19   | Monaco                 | 26     |
| 19   | Russland               | 26     |
| 21   | Andorra                | 12     |
| 22   | Australien             | 10     |
| 23   | Belgien                | 3      |

| Rang | Land                   | Punkte |
| ---- | ---------------------- | ------ |
| 1    | Österreich             | 10403  |
| 2    | Italien                | 3021   |
| 3    | Schweiz                | 2626   |
| 4    | Norwegen               | 2569   |
| 5    | Vereinigte Staaten     | 2540   |
| 6    | Frankreich             | 1658   |
| 7    | Finnland               | 1076   |
| 8    | Schweden               | 914    |
| 9    | Kanada                 | 657    |
| 10   | Slowenien              | 600    |
| 11   | Deutschland            | 326    |
| 12   | Kroatien               | 271    |
| 13   | Japan                  | 216    |
| 14   | Liechtenstein          | 190    |
| 15   | Vereinigtes Königreich | 86     |
| 16   | Tschechien             | 42     |
| 17   | Russland               | 26     |
| 18   | Andorra                | 12     |
| 19   | Australien             | 10     |

| Rang | Land                   | Punkte |
| ---- | ---------------------- | ------ |
| 1    | Österreich             | 6396   |
| 2    | Deutschland            | 3730   |
| 3    | Schweden               | 2214   |
| 4    | Schweiz                | 2184   |
| 5    | Frankreich             | 2122   |
| 6    | Vereinigte Staaten     | 1941   |
| 7    | Italien                | 1904   |
| 8    | Kanada                 | 895    |
| 9    | Norwegen               | 711    |
| 10   | Finnland               | 706    |
| 11   | Spanien                | 339    |
| 12   | Tschechien             | 277    |
| 13   | Slowenien              | 272    |
| 14   | Slowakei               | 192    |
| 15   | Kroatien               | 162    |
| 16   | Vereinigtes Königreich | 139    |
| 17   | Japan                  | 36     |
| 18   | Monaco                 | 26     |
| 19   | Liechtenstein          | 21     |
| 20   | Belgien                | 3      |

## Saisonverlauf

### Premierensiege
Herren:
- Am 7. Dezember konnte Bjarne Solbakken beim Super-G in Beaver Creek seinen Premierensieg feiern, der allerdings auch sein einziger bleiben sollte.
- Nach 2 zweiten Plätzen (vor einem Jahr und vor wenigen Tagen, jeweils beim Riesenslalom in Alta Badia) gewann Davide Simoncelli nun hier beim nochmals auf der Gran Risa ausgetragenen Riesenslalom am 21. Dezember sein erstes Weltcup-Rennen.

Damen:
- Denise Karbon, die bereits bei den Weltmeisterschaften Riesenslalom-Silber gewonnen hatte, kam am 13. Dezember in Alta Badia zu ihrem ersten von sechs Siegen, alle im Riesenslalom.
- Erster Sieg (mit Start-N° 31) für Maria Riesch am 30. Januar bei der ersten Abfahrt in Haus im Ennstal.

### Verschiebungen
Herren:
- Schon über eine Woche vor den Rennen in Val-d’Isère stand deren Absage bevor, vor allem die Abfahrt vom 13. Dezember hatte bereits gecancelt werden müssen. Sie wurde auf den 5. Dezember in Beaver Creek vorverlegt. Für den Riesenslalom am 14. Dezember stand Alta Badia zur Disposition, wobei vorerst angedacht war, diesen und auch den ohnehin dort geplanten hintereinander zu fahren, danach das Gröden-Programm zu starten und mit dem Super-G am 21. Dezember abzuschließen.[1]
- Die Abfahrt in Bormio wurde vorerst wegen Schneefalls, Windes und Nebels vom 28. auf 29. Dezember verschoben; ab 12 Uhr hatte es halbstündlich Startversuche bis zum spätestmöglichen Zeitpunkt 15 Uhr gegeben. Danach machten 40 cm Neuschnee über Nacht die Austragung am 29. Dezember unmöglich.[2][3]

Damen:
- Der für 21. Dezember angesetzte Super-G von St. Moritz musste wegen der als „Maloja-Schlange“ bekannten Nebelbank abgesagt werden.[4]

### Verletzungen
- Frédéric Covili erlitt am 21. Dezember beim Riesenslalom in Alta Badia bei einem Sturz im ersten Durchgang eine Bänderverletzung im linken Knie, damit war für ihn die Saison zu Ende.[5]
- Bei der Abfahrt am 20. Dezember in St. Moritz stürzte Christine Sponring (sie trug die Start-N° 26) mit einer Geschwindigkeit von ca. 100 km/h im unteren Streckenteil und prallte in den Absperrzaun, erlitt einen Kreuzband- und Meniskusriss im linken Knie und eine Schulterluxation. Sie durfte am 23. Dezember aus der Uni-Klinik Innsbruck nachhause.[6][7]

### Sonstige Ereignisse
Herren:
- Ivica Kostelić wagte sich am 29. November in Lake Louise erstmals auf eine Weltcup-Abfahrt und kam mit Nr. 34 auf Rang 49, wobei er 3,10 s Rückstand aufwies.
- Außerdem gelang dem mittlerweile zum Abfahrtsweltmeister avancierten Michael Walchhofer, nachdem er zehn Monate zuvor mit dem Sieg in der Hahnenkamm-Kombination am 26. Januar erstmals einen Weltcupbewerb gewonnen hatte, hier in Lake Louise der erste Weltcup-Abfahrtssieg.
- Stephan Eberharter gewann am 10. Januar in Chamonix mit der von ihm in einer Abfahrt erstmals getragenen N° 1 und war zu diesem Zeitpunkt mit 34 Jahren, 9 Monaten und 17 Tagen der älteste Weltcup-Sieger; bislang war Leonhard Stock am 12. Dezember 1992 in der Abfahrt Gröden II mit 34 Jahren, 8 Monaten und 19 Tagen der Rekordhalter. Zugleich stellte Eberharter die Marke seines Landmannes Franz Klammer mit 26 Weltcupsiegen ein.
- Mit seinem 46. Weltcup-Rennsieg (mit Start-N° 27) bei der Abfahrt in St. Anton am Arlberg zog Hermann Maier am 14. Februar in der „Ewigenliste der Weltcupsiege“ mit Marc Girardelli gleich und lag auf Rang 3.

Damen:
- Nicole Hosp gewann (mit N° 5) am 17. Dezember den zweiten Slalom am Miramonti-Hang von Madonna di Campiglio und war damit die erste Slalomsiegerin des Austria-Teams seit Sabine Egger am 29. Dezember 1999 in Lienz.

### Karriereende
| Herren - Stephan Eberharter - Hannes Trinkl - Christian Greber - Heinz Schilchegger - Peter Rzehak - Florian Seer - Franco Cavegn - Stefan Stankalla - Achim Vogt - Kenneth Sivertsen - Audun Grønvold | Damen - Tanja Schneider |